# پشت لمس تو
پشت لمس تو (انگلیسی: Behind Your Touch; کره‌ای: 힙하게) یک مجموعهٔ تلویزیونی کره جنوبی سال ۲۰۲۳ با بازی هان جی مین، لی مین کی و سوهو است. این مجموعه از ۱۲ اوت تا ۱ اکتبر ۲۰۲۳، روزهای شنبه و یکشنبه ساعت ۲۲:۳۰ (کی‌اس‌تی) از جی‌تی‌بی‌سی برای ۱۶ قسمت پخش شد. پشت لمس تو همچنین برای استریم در تیوینگ در کره جنوبی و نتفلیکس در مناطق منتخب قابل دسترسی است.

## بازیگران

### اصلی
- هان جی مین در نقش بانگ یه بون

یک دامپزشک با قدرت‌های روان‌سنجی که می‌تواند با لمس پشت حیوانات یا انسان‌ها ذهن آنها را بخواند.
- لی مین کی در نقش مون جانگ یول

یک کارآگاه.
- سوهو در نقش کیم سون وو

یک کارگر فروشگاه.
- جو مین کیونگ در نقش به اوک هی

دوست بانگ یه بون.